# B급 광고
B급 광고는 내용이 부자연스럽고, 자극적인 소재, 황당하고 허술한 스토리, 적은 제작비로 제작된 광고이다. 사람들에게 감동을 주기보다 황당함, 재미, 호기심을 유발해서 강한 인상을 남기는 것을 목적으로 한다. 영상이나 멘트의 표현은 주로 촌스럽거나, 단순하고 직접적이다. 과거 예산 부족과 같은 한계 때문에 B급 광고를 만들고, B급 정서가 제작진의 의도와 상관없이 우연히 발견되는 것에 가까웠다.
하지만 B급 광고가 사람들의 관심을 끌고, 높은 성과를 내는 경우가 많아져 이제는 제작부터 의도적으로 B급 정서를 차용하는 경우가 늘어나고 있다.

## 참조
1. ↑  오주섭, 《음료의 소비문화》, 한나래, 2009[쪽 번호 필요]}